# اکسیل، سیلدیر
اکسیل، سیلدیر (به لاتین: Akçıl, Çıldır) یک منطقهٔ مسکونی در ترکیه است که در استان اردهان واقع شده‌است.